# Municipio de Birch Creek
El municipio de Birch Creek (en inglés: Birch Creek Township) es un municipio ubicado en el condado de Pine en el estado estadounidense de Minnesota. En el año 2010 tenía una población de 233 habitantes y una densidad poblacional de 2,57 personas por km².

## Geografía
El municipio de Birch Creek se encuentra ubicado en las coordenadas 46°22′58″N 93°0′42″O / 46.38278, -93.01167. Según la Oficina del Censo de los Estados Unidos, el municipio tiene una superficie total de 90.84 km², de la cual 90,81 km² corresponden a tierra firme y (0,03 %) 0,02 km² es agua.

## Demografía
Según el censo de 2010, había 233 personas residiendo en el municipio de Birch Creek. La densidad de población era de 2,57 hab./km². De los 233 habitantes, el municipio de Birch Creek estaba compuesto por el 98,28 % blancos, el 1,29 % eran de otras razas y el 0,43 % eran de una mezcla de razas. Del total de la población el 1,29 % eran hispanos o latinos de cualquier raza.